# 波士尼亞與赫塞哥維納飲食

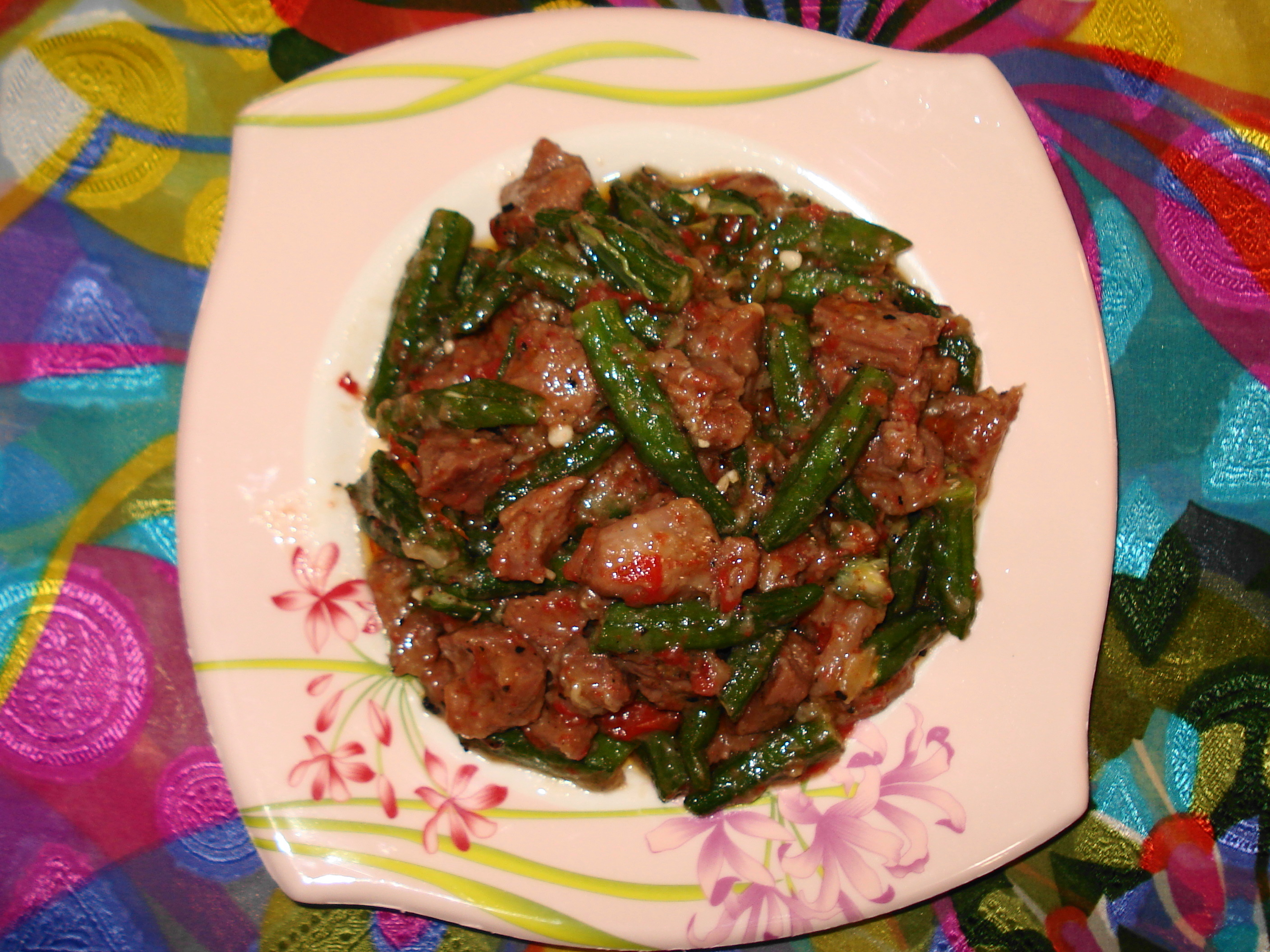
波斯尼亚特色美食

波士尼亞與赫塞哥維納地處西洋和東方之間，飲食文化也同時受到兩者的影響。波赫飲食主要受到土耳其飲食、中東飲食和其他地中海飲食的影響。不過由於曾受到奧地利的統治，波赫飲食同樣也受到中歐飲食文化的影響。